# Amuzgo-Sprache
Amuzgo (Tzañcue, ñoomnda) ist eine indigene Sprache in Mexiko bzw. vier nahe miteinander verwandte Sprachen, gesprochen von der Ethnie der Amuzgo. Es gehört zur Sprachfamilie der Otomangue-Sprachen.
Amuzgo wird laut Volkszählung von 2020 von 59.884 Menschen hauptsächlich an der Costa Chica in den Bundesstaaten Guerrero (ñoomnda, 45.889 Sprecher) und Oaxaca (tzañcue, 5.203 Sprecher) gesprochen. SIL International unterteilt das Amuzgo in vier Einzelsprachen.
Wie die anderen Otomangue-Sprachen ist Amuzgo eine Tonsprache, was bedeutet, dass die Tonhöhe oder der Tonverlauf, mit der eine Silbe innerhalb eines Wortes ausgesprochen wird, so wichtig ist, dass eine Veränderung dieser einem Wort eine neue Bedeutung geben kann.